# Nouvelair
Nouvelair je tuniská aerolinie, která má sídlo v tuniském Monastiru. Uskutečňuje jak pravidelné, tak charterové lety.
Nouvelair je soukromou tuniskou aerolinkou, která byla založena roku 1989 jako dceřiná společnost firmy Air Liberté Tunisie. Takto mladá firma začala provozovat své první lety s dvěma pronajatýmy letadly typu MD83.
- V roce 2006 získala společnost certifikaci ISO 9001/2000 a osvědčení pro bezpečnost provozu.

Společnost Nouvelair je jednou z hlavních společností skupiny Tunisan Travel Service TTS. Operuje ze čtyř mezinárodních letišť: Monastir, Djerba, Sfax a Tunis-Carthage. Společnost Nouvelair nyní vlastní 11 moderních letadel typu Airbus, která dopravují cestující do 130 destinací ročně v celkem 30 zemích na 3 kontinentech.

## Letadlová flotila
Letadlová flotila se skládá z následujících letadel (2023):
- 11 Airbus A320